# Aatto Pietikäinen
Pour les articles homonymes, voir Pietikäinen.
Aatto Johannes Pietikäinen, né le 7 octobre 1921 à Kuopio et décédé le 2 avril 1966 à Kouvola est un sauteur à ski finlandais.

## Biographie
Il a participé aux Jeux olympiques de 1948 à St-Moritz (Suisse). Grâce à deux sauts de 69 m et 68 m, il décroche la 8e place.
Il est le frère de Matti Pietikäinen et Lauri Pietikäinen, eux également sauteurs à ski.

## Palmarès

### Jeux olympiques
| Épreuve / Édition | St-Moritz 1948 |
| Individuel        | 8e             |